# دوري أيرلندا الشمالية الممتاز
دوري أيرلندا الشمالية الممتاز (بالإنجليزية: IFA Premiership)‏ هي الدرجة الممتازة لكرة القدم في أيرلندا الشمالية، ويشارك في الدوري الممتاز 12 نادي. وتم تأسيسه في عام 2008.